# Verlag Kurt Desch
Der 1946 in München gegründete Verlag Kurt Desch wurde aufgrund seiner prominenten Autoren rasch „einer der wichtigsten deutschen Verlage“ für in- und ausländische belletristische Literatur, kam jedoch im Laufe der 1960er Jahre durch zahlreiche Rechtsstreitigkeiten in Verruf, bei denen es unter anderem um die Veruntreuung von Autorenhonoraren ging. Gründer Kurt Desch verkaufte den Verlag 1973. 2016 existiert nur noch der von dem Verlag Felix Bloch Erben betriebene Theater-Verlag Desch.

## Zur Verlagsgeschichte
Kurt Desch (1903–1984), Sohn eines Schuhmachermeisters aus Pößneck in Thüringen, hatte als Journalist und Werbefachmann in verschiedenen Verlagen Erfahrungen gesammelt, unter anderem bei der Frankfurter Zeitung. 1933 wurde er nach vorübergehender Verhaftung aus der Reichsschrifttumskammer ausgeschlossen, so dass er sich als Fabrikarbeiter über Wasser halten musste. Zeitweilig war er Mitglied der NSDAP. Im Sommer 1945 wurde er von der amerikanischen Militärregierung zum Wiederaufbau des Verlagswesens und des Buchhandels in Bayern herangezogen. Aufgrund der ersten in Bayern vergebenen Verlagslizenz übernahm er den Münchner Zinnen Verlag, in dem er vorübergehend schon während des Weltkriegs tätig gewesen war. 1946 wandelte er dieses Unternehmen in den Verlag Kurt Desch um. „Weil er sich geschickt, wenn auch nicht ganz zutreffend, als politisch Verfolgter darstellte“, habe er jegliche organisatorische Unterstützung und vor allem großzügige Papierzuteilungen genossen, heißt es bei Reinhard Wittmann. 1953 war Hans Josef Mundt Verlagsleiter, Gunter Groll Cheflektor.
Da Desch zudem namhafte Autoren an sich binden konnte, errang er mit seinem Unternehmen bald eine führende Stellung. Bis 1973 brachte er 4.300 Titel mit einer Auflage von 41 Millionen Exemplaren heraus. Zu seinen Autoren zählten (Auswahl):
- Jean Anouilh
- Pearl S. Buck
- Kasimir Edschmid
- Oskar Maria Graf
- Manfred Gregor
- Hans Habe
- Nikos Kazantzakis
- Erich Kästner
- Hermann Kesten
- Hans Hellmut Kirst
- François Mauriac
- Alberto Moravia
- Robert Neumann
- Kurt Pritzkoleit
- Erich Maria Remarque
- Hans Werner Richter
- Theodor Plievier
- Günther Weisenborn
- Ernst Wiechert

1974 publizierte der Kurt Desch Verlag das Buch Hess. Der Stellvertreter des Führers. Englandflug und britische Gefangenschaft. Nürnberg und Spandau über Adolf Hitlers Stellvertreter Rudolf Heß von Eugene Bird. Bird hatte als Offizier die Aufgabe, Rudolf Heß im Kriegsverbrechergefängnis Spandau zu bewachen. Von 1964 bis 1972 war er Direktor des Gefängnisses. Er freundete sich dort mit Heß an. Das Buch wurde ein Weltbestseller, der in zwölf Sprachen übersetzt wurde und in über 35 Ländern erschien.
Zwischen 1965 und 1970 gab der Verlag die Reihe Die Welt des Eros heraus. Die meisten der reich bebilderten Bände, die etwa die Erotik im Film, im 20. Jahrhundert, in China oder das „Tabu in der Erotik“ behandelten, waren Übersetzungen einer französischen, von Giuseppe Lo Duca heraus gegebenen Reihe. Die Reihe mit ihren durchnummerierten Einzelexemplaren wurde nur an Supplementen vertrieben, die nachweisen mussten, älter als 21 Jahre alt zu sein und eine Vorbildung nachweisen, die eine „vorurteilsfreie Nutzung“ begründen würde. In späteren Ausgaben wurden die Bezugsbedingungen sogar noch erhöht, eine Weitergabe an Dritte, insbesondere Minderjährige Personen wurde unter der Androhung strafrechtlicher Schritte untersagt. Sollte bei einer notwendigen Veräußerung der Bände kein adäquater Käufer gefunden werden, behielt sich der Verlag einen Rückkauf vor. Grund für diese Sicherheitsmaßnahmen dürfte der Prozess gegen Desch im Jahr 1967 gewesen sein, da er seit 1964 den Roman Fanny Hill veröffentlichte, der als pornografisches Werk angesehen wurde.
Desch, von Kasimir Edschmid noch 1953 als „große Verlegergestalt“ gepriesen, erzielte seinen Erfolg nicht ohne unlautere Methoden, wie sich im Lauf der 1960er und 1970er Jahre herausstellte. (So gab der Desch-Verlag 1967 das Buch Chirurgen. Der Bericht des Dr. YZ heraus, eine von dem in Hamburg und später in Mar de Plata tätigen Arzt Alfons Bäker anonym verfasste Kolportage, die als Skandal angesehen wurde, da die vom Verlag als „Wahrheit“ dargestellten Inhalte keiner sachlichen Überprüfung standhielten.) Es kam zu Vorwürfen, Skandalen und Prozessen. Die Lage war ausgesprochen unübersichtlich. Im Mittelpunkt des Streits standen veruntreute Autorenhonorare in oft beträchtlicher Höhe, die Desch aufgrund von Gerichtsurteilen zumindest teilweise zurückzahlte. 1973 verkaufte er seinen Verlag, wodurch sich freilich die Rechtsstreitigkeiten noch nicht erledigt hatten.
Wegen der vielen offenen Fragen konnte der Verlag trotz einiger Firmenwechsel auch nie mehr gesunden. Allerdings betrieb Bernhard Cremer, der den Verlag 1974 erwarb und bis 2014 als Geschäftsführer leitete, den Münchener Theater-Verlag Desch. Im Juni 2014 wurde die Theater-Verlag Desch GmbH vom in Berlin ansässigen Verlag Felix Bloch Erben übernommen und der Verlagssitz von München nach Berlin verlegt.
Der größte Teil des Nachlasses von Kurt Desch, vor allem die Korrespondenz, befindet sich in der Münchner Stadtbibliothek. Weitere Dokumente befinden sich in der BSB München.